# Průkaz způsobilosti k vedení námořní jachty

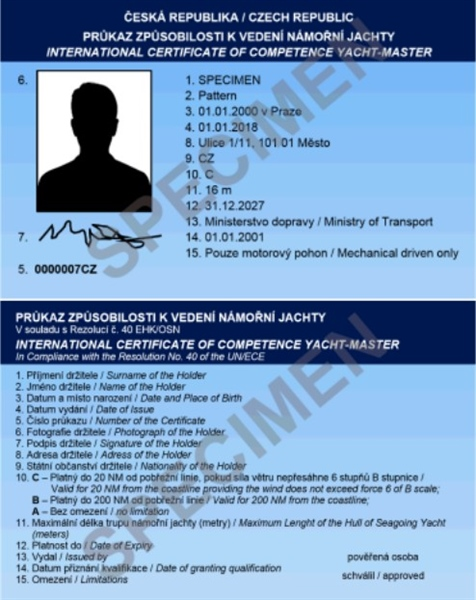
Vzor průkazu

Průkaz způsobilosti k vedení námořní jachty (nebo též kapitánský průkaz pro plavbu na moři) je oprávnění vydávané Ministerstvem dopravy ČR, opravňující jeho držitele k provozování plachetnice či motorové jachty na moři. Ministerstvo vydá průkaz způsobilosti k vedení námořní jachty, prokáže-li žadatel zdravotní a odbornou způsobilost k vedení námořní jachty. Odbornou způsobilost k vedení námořní jachty v oblasti povolené námořní plavby prokáže žadatel doložením předepsané praxe a složením zkoušky před komisí složenou ze zkušebních komisařů. Zdravotní způsobilost velitele námořní jachty zjišťuje a osvědčení o zdravotní způsobilosti vydává na základě výsledku lékařské prohlídky a dalších potřebných vyšetření posuzované osoby posuzující lékař pověřený ministerstvem.

## Právní základ

### Druhy průkazu
Dle oblasti plavby a zkušeností skipera se rozlišují tři stupně průkazu způsobilosti:
- C - Průkaz způsobilosti pro pobřežní plavbu (Yachtmaster coastal navigation) [zdroj?]

opravňuje k plavbě do 20 Nm (námořních mil) od pobřeží, na jachtě do 16 m délky, do síly větru 6 °Bft [zdroj?]
- B - Průkaz způsobilosti pro mořskou plavbu (Yachtmaster offshore) [zdroj?]

opravňuje vést jachtu na moři do vzdálenosti 200 Nm (námořních mil) od bezpečného přístavu nebo kotviště
- A - Průkaz způsobilosti pro oceánskou plavbu (Yachtmaster ocean) [zdroj?]

opravňuje vést jachtu na moři bez omezení [zdroj?]

### Podmínky pro vydání průkazu
Podle zákona č. 61/2000 Sb., o námořní plavbě, a prováděcích vyhlášek č. 315/2000 Sb. a 149/2001 Sb.
A) Podmínky společné pro všechny tři stupně
- žádost s osobními údaji žadatele
- osvědčení o zdravotní způsobilosti vydané pověřeným lékařem Ministerstva dopravy ČR, ne starší 3 měsíců ke dni podání žádosti
- 1x barevná fotografie o rozměrech 3,5 cm x 4,5 cm odpovídající skutečné podobě žadatele (Námořní úřad je schopen stáhnout fotografii z centrálního registru, pokud ji žadatel nedodá)
- správní poplatek 500 Kč[zdroj?]
- úspěšné složení teoretické zkoušky před komisí Ministerstva dopravy ČR z následujících odborností:
  - základy námořního práva
  - COLREG (Úmluva o mezinárodních pravidlech pro zabránění srážkám na moři)
  - plavební nauka
  - námořní navigace
  - meteorologie
  - základy angličtiny
  - základy poskytování první pomoci
- úspěšné složení praktické zkoušky na moři před zkušebním komisařem

B) Podmínky, které se u jednotlivých stupňů liší
stupeň C: doložená praxe námořní plavby v délce nejméně 100 námořních mil pod dohledem velitele jachty (lodní deník, jachtařská knížka, potvrzení o praxi vydané výcvikovým střediskem) nebo doložení MPZ (Mezinárodní průkaz způsobilosti na moře, vydává Státní plavební správa) a doložení praxe námořní plavby v délce nejméně 500 námořních mil
platný omezený průkaz radiotelefonisty nebo vyšší, vydaný ČTÚ nebo jiným telekomunikačním úřadem členského státu EU
stupeň B: doložená praxe námořní plavby v délce nejméně 1000 námořních mil ve funkci velitele jachty v oblasti pobřežní plavby a 1500 námořních mil pod dohledem velitele jachty ve vzdálenosti více než 10 námořních mil od pobřežní linie
platný všeobecný průkaz radiotelefonisty nebo vyšší, vydaný ČTÚ nebo jiným telekomunikačním úřadem členského státu EU
doložený platný průkaz způsobilosti pro pobřežní plavbu (C)
stupeň A: doložená praxe námořní plavby v délce nejméně 5000 námořních mil ve funkci velitele jachty ve vzdálenosti více než 10 námořních mil od pobřežní linie
platný všeobecný průkaz radiotelefonisty nebo vyšší, vydaný ČTÚ nebo jiným telekomunikačním úřadem členského státu EU
doložený platný průkaz způsobilosti pro mořskou plavbu (B)